# Euphorbia pseudovillosa
Euphorbia pseudovillosa är en törelväxtart som beskrevs av Iuliu Prodan. Euphorbia pseudovillosa ingår i släktet törlar, och familjen törelväxter. Inga underarter finns listade i Catalogue of Life.